# Rouven Meschede
Rouven Meschede (* 20. Januar 1991 in Hamm) ist ein deutscher Fußballspieler.

## Karriere

### Als Spieler
In der Jugend spielte Meschede bis 2004 für die Jugendteams des SC Eintracht Hamm und der Hammer SpVg. Es folgte der Wechsel zu Rot Weiss Ahlen, für die er in der Saison 2010/11 sein Debüt in der 3. Liga gab. Nach der Saison wechselte er zurück zur Hammer SpVg. Es folgte direkt der Aufstieg in die Oberliga Westfalen. Im Sommer 2014 wechselte Meschede zurück zu seinem Jugendverein Rot Weiss Ahlen, mit dem er in die Regionalliga West aufstieg. Zum Sommer 2018 entschied Meschede sich, zum damaligen Kreisligisten SVE Heessen zu wechseln und verhalf diesem direkt zum Meistertitel in der Kreisliga Unna/Hamm. Jedoch verpasste man den Aufstieg, da die Aufstiegsspiele nicht gewonnen wurden. Im Jahr darauf übernahm Meschede die Mannschaft als Spielertrainer und stieg auf Grund des Saisonabbruchs durch die Corona-Pandemie zur Saison 2020/21 in die Bezirksliga auf.

### Als Trainer
Seit 25. Juni 2012 arbeitet er neben seiner aktiven Karriere als Trainer der Hammer U-15, zuvor war er ab April 2012 bereits Interimstrainer der Hammer SpVg.